# Babușcă de Tur
Babușca de Tur (Rutilus virgo) este un pește bentopelagic dulcicol de talie medie din familia ciprinidelor. Este răspândit în zona superioară și mijlocie a bazinului Dunării în amonte de Porțile de Fier: în Dunăre, Tisa și afluenții lor din Austria, Cehoslovacia și Ungaria. Este foarte abundentă în bazinul râului Sava. Pătrunde și în nord-vestul României unde s-a semnalat în râul Tur, la nord de Satu Mare, numele său fiind o referire directă la această caracteristică. Trăiește în apele dulci stătătoare sau încet curgătoare cu funduri nisipoase și pietroase și vegetație abundentă submersă. În râuri, se localizează în coturile cu apă înceată. În apele stătătoare trăiește în bălțile de inundație, lacuri și iazuri.
Seamănă mult cu babușca, dar spre deosebire de aceasta are corpul mai lung, capul și ochiul mai mici, fruntea mai bombată, gura inferioară. Lungimea obișnuită de circa 25 cm, lungimea maximă 45 cm. Greutatea medie a majorității exemplarelor este în general între 250 și 800 g, și, probabil, unele exemplare ajung la aproape 2 kilograme greutate. Durata vieții poate fi de 15 ani sau mai mult. Corpul este alungit și înalt, comprimat lateral, cu profil dorsal arcuit. Capul robust, diametrul ochiului mai mic decât lungimea botului. Botul conic și gura în poziție inferioară. Solzii sunt cicloizi și relativ mari. Linie laterală situată sub linia mediană a corpului este curbată în sus în partea anterioară. Înotătoarea dorsală și anală cu marginea liberă concavă. Înotătoarea caudală profund excavată este lungă, întrecând cu mult lungimea capului. Înotătoarea dorsală este opusă înotătoarei ventrale.
Colorația spatelui variază de la verde măsliniu la verde albăstrui. Flancurile sunt argintii, cu nuanțe de bronz sau de aur la exemplarele de talie mai mari. Burtă albicioasă, cu reflexe aurii sau argintii. Între flancuri și spate se poate vedea o dungă longitudinală iridescentă aurie. Irisul argintiu. Peritoneul negru. Înotătoarele cu nuanțe gri sau verzui. Înotătoarele dorsale și caudale mai întunecate și mai groase decât celelalte. Înotătoarele ventrale și înotătoarea anală pot avea o nuanță gălbuie, mai pronunțată în timpul perioadei de reproducere. În perioada de reproducere, masculul dobândește o coloristică specifică și are organele perlate (tuberculi nupțiali) deasupra ochiului pe fiecare parte a capului, pe spate și flancuri.
Este o specie omnivoră. Adulții se hrănesc cu nevertebrate, mai ales cu insecte acvatice, larve de insecte, viermi, moluște și crustacee pe care le caută pe fundul albiei, dar și cu plante: alge filamentoase epilitice și macrofite acvatice, precum și cu detritus organic. În timpul verii, componenta vegetală a hrănii devine dominantă. Larvele se hrănesc cu plancton și microorganisme.
Masculii ating maturitatea sexuală la circa 2 ani, iar femelele la 2-3 ani. Reproducerea are loc din martie până în iunie, la o temperatură nu mai mică de 14°C, poate fi anticipată sau amânată în funcție de condițiile climatice locale și debitele râurilor. Depunerea icrelor are loc în ape puțin adânci, curgătoare și bine oxigenate, cu funduri bogate în vegetație submersă. Fertilitate este ridicată, într-un sezon fiecare femelă poate depune pana la 60.000 de icre adezive cu un diametru de aproximativ 2 mm, de culoare gălbuie. După fecundare icrele aderă la vegetație sau alte elemente ale substratului până la eclozare. În funcție de temperatura apei, dezvoltarea embrionare necesită de la 5 zile până la 2 săptămâni.
Valoare economică este mică.